# Abraham Angermannus
Abraham(us) Andreae, mit dem Beinamen Angermannus nach seiner Heimatprovinz Ångermanland, (* um 1540 in Sidensjö (heute zur Kommune Örnsköldsvik); † Dezember 1607 oder Januar 1608 in Schloss Gripsholm, Mariefred) war ein schwedischer lutherischer Theologe und von 1593 bis 1599 Erzbischof von Uppsala.

## Leben
Angermannus studierte 1561/62 an der Universität Rostock und war nach der Rückkehr nach Schweden spätestens 1568 Schulmeister und Prediger in Stockholm. Von 1572 bis 1574 wirkte er als Prediger an der Deutschen Kirche in Stockholm. Durch die Heirat mit Magdalena, der Tochter des ersten lutherischen Erzbischofs Laurentius Petri (Nericius), wurde er ein Schwager des amtierenden Erzbischofs Laurentius Petri Gothus. 1576 wurde er Rektor der Stockholmer Stadtschule, wandte sich aber als Vertreter der lutherischen Orthodoxie immer heftiger gegen die Pläne des Königs Johann III. zur Umformung der lutherischen Kirche in humanistisch-reformkatholischem Sinne. Besonders hart bekämpfte er den Jesuiten Laurentius Nicolai Norvegus („Klosterlasse“), der ab 1576 eine heimliche Ausbildungsstätte für katholische Theologen in Stockholm unterhielt. Um den Widerstand zu brechen, ordnete Johann III. zunächst seine Versetzung an die Universität Uppsala an, bestimmte ihn dann aber zum Pfarrer in Öregrund, später in Saltvik auf den Åland-Inseln. 1580 wurde er wegen seines Widerstandes gegen die königliche Kirchenpolitik eingesperrt und konnte schließlich Anfang 1582 ins Exil nach Lübeck gehen. Zuerst lebte er zurückgezogen, aber ab 1587 veröffentlichte er zahlreiche Streitschriften, unterstützt durch Herzog Karl, den jüngeren Bruder des Königs (den späteren König Karl IX.). Er griff vor allem Erzbischof Andreas Laurentii Björnram an, der den Kurs des Königs unterstützte, und suchte Rückhalt bei den theologischen Fakultäten der Universitäten Wittenberg, Leipzig, Helmstedt und Frankfurt an der Oder.
Als nach König Johanns Tod auf der Synode von Uppsala (Uppsala möte) die Rückkehr zum reinen Luthertum beschlossen war, wurde Angermannus am 15. März 1593 in Abwesenheit in das seit mehr als zwei Jahren vakante Amt als Erzbischof von Uppsala (und damit leitender Bischof der Schwedischen Kirche) gewählt. Zurückgekehrt nach Schweden, konnte er im September seine Amtsgeschäfte übernehmen. Unmittelbar nach seiner Einführung ins Bischofsamt am 19. Februar 1594 krönte er Johanns Sohn Sigismund III. zum König von Schweden. Eine 1596/97 durchgeführte Visitation zur Festigung des Luthertums traf auf erheblichen Widerstand bei der Landbevölkerung.
Weil Angermannus den evangelischen Reichsverweser Herzog Karl in seinem Machtkampf gegen den katholischen König Sigismund nicht eindeutig genug unterstützte, fiel er bei ihm in Ungnade und wurde, nachdem Sigismund bei der Schlacht von Stångebro besiegt worden war, auf dem Reichstag von Jönköping 1599 abgesetzt und schließlich auf Schloss Gripsholm gefangen gesetzt, wo er um den Jahreswechsel 1607/08 starb.